# Europastraße 58
Die Europastraße 58 (kurz: E 58) ist eine von Westen nach Osten verlaufende Europastraße. Sie führt von Wien in Österreich durch die Slowakei, die Ukraine, Rumänien, die Republik Moldau und nochmals die Ukraine bis Rostow am Don in Russland.

## Verlauf der E58
- Österreich
  - Wien
- Slowakei
  - Bratislava
  - Trnava
  - Zvolen
  - Košice
- Ukraine
  - Uschhorod
  - Mukatschewo
  - Berehowe
- Rumänien
  - Halmeu
  - Baia Mare
  - Dej
  - Bistrița
  - Vatra Dornei
  - Suceava
  - Botoșani
  - Iași
- Republik Moldau
  - Sculeni
  - Chișinău
- Ukraine
  - Odessa
  - Mykolajiw
  - Cherson
  - Nowa Kachowka
  - Melitopol
- Russland
  - Taganrog
  - Rostow am Don